# Richard Grey, III conte di Kent
Richard Grey (Ruthin, 1481 – Londra, 3 maggio 1524) è stato un nobile inglese.

## Biografia
Era figlio di George Grey, II conte di Kent e della prima moglie Anne Woodville, sorella della regina d'Inghilterra Elisabetta Woodville.
Si sposò due volte. La prima moglie fu Elizabeth Hussey, figlia di Sir William Hussey ed Elizabeth Berkeley. La seconda moglie fu Margaret Fynche, figlia di James Fynche. Da entrambi i matrimoni non nacquero figli.
Venne creato cavaliere dell'ordine della giarrettiera nel 1505 assieme a ad Henry Stafford, I conte di Wiltshire.
Richard fini per indebitarsi pesantemente probabilmente a causa del gioco d'azzardo e fu costretto a vendere la maggior parte delle sue proprietà. Una buona parte finì nelle mani della corona.
Morì nel 1524 lasciando titolo e debiti al fratello minore Henry. Questi provò senza successo a riacquistare le proprietà alienate da Richard ma si ridusse a vivere come un modesto gentiluomo, senza mai prendere formalmente il titolo di conte.